# Kairos (album)
Pour les articles homonymes, voir Kairos (homonymie).
 (août 2024).
Si vous disposez d'ouvrages ou d'articles de référence ou si vous connaissez des sites web de qualité traitant du thème abordé ici, merci de compléter l'article en donnant les références utiles à sa vérifiabilité et en les liant à la section « Notes et références ».
Albums de Sepultura
A-Lex
(2009) The Mediator Between Head and Hands Must Be the Heart
(2013)
Kairos est le 12e album longue durée du groupe de thrash metal brésilien Sepultura, sorti en 2011 sous le label Nuclear Blast. Cet album est le premier produit par ce label indépendant allemand; le groupe était sous contrat avec SPV Records depuis 2001. Roy Z, ayant collaboré avec Rob Halford ou Bruce Dickinson, est à nouveau le producteur de cet album, après A-Lex.

## Musiciens et technique
- Sepultura
- Derrick Green - chant, guitare rythmique
- Andreas Kisser - guitare
- Paulo Jr. - guitare basse
- Jean Dolabella - batterie, percussions
- Roy Z - producteur

## Liste des chansons
| No  | Titre                              | Durée |
| --- | ---------------------------------- | ----- |
| 1.  | Spectrum                           | 4:03  |
| 2.  | Kairos                             | 3:37  |
| 3.  | Relentless                         | 3:36  |
| 4.  | 2011                               | 0:30  |
| 5.  | Just One Fix (reprise de Ministry) | 3:33  |
| 6.  | Dialog                             | 4:57  |
| 7.  | Mask                               | 4:31  |
| 8.  | 1433                               | 0:31  |
| 9.  | Seethe                             | 2:27  |
| 10. | Born Strong                        | 4:40  |
| 11. | Embrace the Storm                  | 3:32  |
| 12. | 5772                               | 0:29  |
| 13. | No One Will Stand                  | 3:17  |
| 14. | Structure Violence (Azzes)         | 5:39  |
| 15. | 4648                               | 0:28  |

| 16. | Firestarter (reprise de The Prodigy) | 4:28 |
| 17. | Point of No Return                   | 3:27 |